# Vers-Pont-du-Gard
Vers-Pont-du-Gard – miejscowość i gmina we Francji, w regionie Oksytania, w departamencie Gard.
Według danych na rok 1990 gminę zamieszkiwało 1110 osób, a gęstość zaludnienia wynosiła 58 osób/km² (wśród 1545 gmin Langwedocji-Roussillon Vers-Pont-du-Gard plasuje się na 308. miejscu pod względem liczby ludności, natomiast pod względem powierzchni na miejscu 405.).